# Sithonius Lacus
Sithonius Lacus és una característica d'albedo a la superfície de Mart, localitzada amb el sistema de coordenades planetocèntriques a 44.66 ° latitud N i 115 ° longitud E. El nom va ser aprovat per la UAI l'any 1958 i fa referència al llac Sithònia, del nom de la península central de les tres penínsules menors de la península calcídica.